# Memória emocional
Memória emocional é a lembrança de algo baseado principalmente em uma emoção sentida no passado. Incluindo tanto as memórias boas quanto as ruins, é a que deixa as mais fortes marcas no cérebro. Isso se deve ao fato de que geralmente as memórias emocionais são armazenadas tanto nos sistemas de memória explícita quanto nos sistemas de memória implícita.